# オーディーン 光子帆船スターライト
『オーディーン 光子帆船スターライト』（オーディーン こうしはんせんスターライト）は、1985年8月10日に公開された劇場用アニメ映画作品。公開前の仮タイトルは『オーディーン 未知への冒険2099』。
キャッチコピーは「北欧神話の謎とロマン! 時空を越えて、いま…」「すべてを破壊する戦慄の物体との戦いの中で若者たちが見た驚異の世界!」。

## 解説
『宇宙戦艦ヤマト』の西崎義展が、「ヤマト復活3ヵ年計画」第1弾として湖川友謙、高橋信也をキャラクターデザイナーに迎えて製作したSFアニメ映画。宇宙帆船スターライト号に乗り込んだ若者たちが多くの苦難を乗り越えて未来へ向かう姿を描いている。
- 製作：ウェスト・ケープ・コーポレーション、東映動画
- 配給：東映
- 上映時間：139分
- 規格：カラー ビスタサイズ

## あらすじ
舞台は2099年、超小型ブラックホールが発生する光子から推進力を得て宇宙空間を飛行する帆船「スターライト」。練習生として多くの若者が乗り込むスターライト号に、小惑星帯で破壊された木星連絡船アルフォード号の救助が命じられ、宇宙ステーションから木星に向かって出発した。
木星連絡船アルフォード号からただ一人救出された少女サラは不思議な能力を持っていた。磁気嵐とともにスターライト号に襲いかかる正体不明の敵「ターミネイター」との戦闘のさなか、スターライト号は爆発の弾みで一気に天王星近くへ移動した。天王星の衛星オベロンで謎の宇宙船が発見されると、サラの不思議な力が発揮されて、それがアルゴ座カノープス星系にあった惑星オーディーンから飛来したものと判明する。「歪曲点」という宇宙空間を繋ぐ近道も見つかり、スターライト号はこれをくぐって木星から天王星へ移動したのもわかった。
地球への帰還を決めた幹部達を閉じ込め、あきら達は歪曲点をくぐってオーディーンを目指した。到着したのは3つの巨大恒星の重力と星間ガスが交差する「トライポール三重連星」で、その宇宙空間に「アースゴード」と名乗る老人の姿が浮かび、スターライト号に死を宣告する。襲ってきた敵のメカ軍団によって、スターライト号は宇宙の裂け目「ギンヌンガ・ガップ」に落とされてしまった。
負傷しつつも再び指揮をとる船長のもと、スターライト号はかろうじて通常空間へ戻り、再びメカ軍団との戦闘が始まるが、メカを操縦していたのはサイボーグだった。その意外な正体、地球のオーディーン伝説（北欧神話）が2万年前にその惑星を襲った災厄を伝えるものだったこと、そしてオーディーン星人とサラとの関係が次第に明らかになっていく。スターライト号はメカ軍団に指令を出す巨大コンピュータ「ベルゲル」を破壊し、オーディーンへと向かった。

## 登場人物
- 筑波あきら（声：古川登志夫）
- マモル・ネルソン（声：堀秀行）
- サラ・シアンベイカー（声：潘恵子）

- 蔵本正之助、ナレーター（声：納谷悟朗）
- アースゴード（声：石田弦太郎）
- ベルゲル（声：玄田哲章）
- サイボーグ（声：松橋登）

- 鈴鹿武（声：加藤武）

- 石毛二郎（声：古谷徹）
- 竜王直紀（声：若本紀昭）
- 那良徹（声：曽我部和恭）
- 猫田坊一（声：塩屋翼）
- 伊丹光男（声：森功至）
- 山川（声：野島昭生）

- トンプソン朝永（声：岸野一彦）
- フロイ・フォンゲンバウム（声：槐柳二）
- 桜福之介（声：野本礼三）
- 石毛の祖母（声：朝井良江）
- アナウンサー（声：村越伊知郎）

- 林（声：難波圭一）
- 南整（声：池水通洋）
- 岩佐一馬（声：橋本晃一）
- 水谷、山本（声：平松広和）

- スペンサー（声：小出和明）
- 大塚昌助（声：平野正人）
- 菅生健司（声：田中和実）
- 袋井（声：平浩幸）
- クルー（声：飛田展男）

- 協力：青二プロダクション

## 登場メカ
スターライト号
三本のマストを持つ全装帆船の形状をした最新鋭宇宙船。重力制御による駆動機関を搭載し、様々な航法で推進することができる。
- 通常航法（高エネルギー航行）　星間物質を粒子加速器でイオン化させ全ての帆から後方に向けて放出する。巡航速度は36万㎞/ｈ。
- レーザー・ネットワーク航法　アステロイドベルトまで伸びたレーザー（太陽光）・ネットワークのエネルギーを帆に受けて進む、惑星間用の航法。
- 重力遮断航法　船体後部にある2枚のセールの間にブラックホールを発生させ、後方からの重力を遮断し前方に引っ張られる状態を人工的に作り船を加速させる。さらに人工ブラックホールを瞬時に破壊、人工ブラックホール破壊による膨大な光エネルギーを作り出し、その光エネルギーを帆で受け止め前進し、光速の10％まで加速可能とする。
- 歪曲点航法　超光速移動が可能な宇宙歪曲点（ワーム・ホール）を通る航法。BHの影響で宇宙歪曲点の入口が開き往来が可能となる。

アニメ内では航法によって船体が光り輝く色が変わる演出がなされている。
| 全長     | 352m |
| 全幅     | 109m（ヤード含む）船体のみ35ｍ                                                                                  |
| 全高     | 162m（マスト含む）船体のみ75ｍ                                                                                  |
| 船体重量 | 118.820t |
| 速力     | 巡航速度：36万ｋｍ/ｈ 最大速度：1/3c/h(光速の1/3)3600万km/h                                                     |
| 主動力   | 直線型H・C粒子加速材（全長145m） 磁気シールド270度反転型分子反応炉（直径30m） SL.02型ハイパーブースター         |
| 補助動力 | 化学反応エンジン×2 重力磁場発生装置                                                                             |
| ※武装    | 元々武装はされておらず、全て通信機などを改良したものである。 カスケード砲×8、電磁カタパルト×4、炭素レーザー砲×1 |
| 搭載機   | 前格納庫：輸送艇×1 後格納庫：戦闘機×1、探査艇×2                                                                 |

## スタッフ
| 製作総指揮 企画 原案       | 西崎義展 |
| 製作                       | 今田智憲 ※ノンクレジット |
| 脚本                       | 笠原和夫 舛田利雄 山本暎一 |
| 絵コンテ                   | 白土武 遠藤政治 |
| 総作画監督                 | 宇田川一彦 |
| 作画監督                   | 金田伊功 角田紘一 遠藤政治 |
| 作監補佐                   | 新井豊 敷島博英 大森英敏 |
| 美術監督                   | 勝又激、辻忠直 |
| 音響監督                   | 田代敦巳 |
| 撮影監督                   | 池田重好 |
| キャラクターデザイン・作監 | 湖川友謙 高橋信也 |
| メカニックデザイン         | 板橋克己 MIC MAC 松岡伸 大倉雅彦 |
| 音楽                       | 宮川泰 羽田健太郎 高崎晃 天野正道 安西史孝 |
| 太陽系コンセプトデザイン   | 張仁誠 |
| プロデューサー             | 勝間田具治 |
| 総監督                     | 舛田利雄 |
| 監督                       | 白土武 山本暎一 |
| 動画チェッカー             | 鷲田薫 野口木ノ実 亀田真須美 濱洲英喜 坂野隆雄 佐藤朗 辻清光 山下明彦 |
| 助監督                     | 高山秀樹 |
| 仕上監査                   | 森田博 若井喜治 塚田劭 片田明美 辻田邦夫 前田剛弘 酒井日出子 衣笠一雄 新井マリー 藤岡真子 安永陽子 藤瀬順一 渡辺代利子 松元恵美子 |
| 効果                       | 柏原満 伊藤克己 |
| アシスタントプロデューサー | 山木泰人 |
| 録音                       | 林昌平 |
| 演出助手                   | 釘丸彰 伊藤文夫 山内重保 矢部秋則 |
| 設定ブレーン               | 御厨さと美 豊田有恒 山本英明 藤川桂介 |
| 原画                       | 二宮常雄、星川信芳、越智裕之、鍋島修、亀垣一、山下将仁、なかじまちゅうじ、田辺由憲、田中保、和田卓也、飯山嘉昌、摩砂雪、新井浩一、大倉雅彦、角谷哲生、福地信之、金沢勝眞、大関紀子、矢木正之、服部一郎、沢田正人、大島秀範、宇佐美晧一、恩田尚之、窪岡俊之、越智一裕 |
| 動画                       | 薄田嘉信、服部照夫、鈴木郁乃、山下高明、川崎由美子、羽山淳一、大西陽二（大西陽一）、岡安敏子、上杉千佳子、岩上久仁子、安藤恵子、川合幸恵、猪瀬幸子、山田千津子、望月智子、大島孝美、勝亦祥視、武藤公春、児玉慶四郎、野中律宏、村川満、友野正子、石井千春、川西才治、峰崎雅広、尾崎和孝、細馬勝正、亀山浩志、佐藤伸哉、福田幸子、袴田裕二、田中由美、船津丸紀子 田中勇、永島英樹、丸山千絵、福原よしみ、古沢英明、山田みどり、釘宮洋、坂本秀美、谷古宇智生、衛土野正明、田中譲、松下純子、阿久沢千明、大野嘉代子、吉田悦子、江野沢柚美、重田智、勝田千恵子、村岡陽子、斉藤昭子、小林賢次、眞砂智康、西沢富美子、大森敦子、野呂和裕、河上裕、富田与四一、曽我浩子、西條栄一、山浦麻恵子、上野芳彦、小曽根正美、角井賢治、山根理宏、松山光治、澄川俊博、去来川朱美、高木広行、原田慈子、佐藤敬一、駒村美穂子、関本哲子、鈴木道明、児玉幸治、鹿取真三子、谷端哲司、中俣かおり、青山佳乃子 |
| 仕上                       | 緒方澄子、有澤貴子、長谷川悦子、松木優子、田中幸子、実川佳江、山須イツ子、鈴木安子、佐藤京子、松尾朱美、田中陽子、佐藤知子、遠藤剛彦、菅谷昌代、小泉純子、新村悦枝、大野敏子、萩野優、植田志奈子、山崎剛、野口稔、豊永真一、小森靖彦、諸沢千恵子、村瀬幸司、村越清子、米村貞子、福山民子、武田喜久子、村田由美子、斉藤洋子、金沢由美子、奥野孝一、須藤彰子、西川裕子、土居麻奈美、内田かおる、栗原きよみ、村瀬園美、江黒一美 |
| 背景                       | 海老沢一男、谷口百範、松本健治、明石貞一、丸森俊昭、佐貫利勝、吉田知子、沢田隆夫、安西哲夫、池田祐二、伊藤信治、金島邦夫、杉浦正一郎、宮本清司、宮前光春、市原勝義、太田大、黒部洋子、宮武和代、野崎敏朗、原田謙一、荒井和浩、柴田千佳子、田村せいき、柴村光勇、田中直哉、橋爪富貴子、小泉壮平、岩佐禎、羽田洋子、高野新一 |
| 撮影                       | 片山幸男、清水政夫、細田民男、高梨洋一、町田賢樹、武井利晴、福井政利、坂西勝、今村昌史、神山茂男、宮本勝啓、田口久男、高石稔、山川進、梶原裕美子、五十嵐香、星寿子、太田真弓、河辺秀哉、山上澄夫、菅谷英一、金子仁、都島雅義、結束義博、小西一広、阿部照男、横山幸太郎、野田健司、安原俊之、馬渡貴志、相沢健四郎、小野寺勝弘、菅沼清、大野卓也、杉岡充 |
| エフェクト助手             | 椿山仁志 中村通 |
| スキャニメイト             | 東洋現像所ビデオ・センター |
| 現像                       | 東映化学工業 |
| 特殊効果                   | 平尾千秋 河内正行 堰合昇 岡田良明 佐藤章ニ 下川信裕 山本公 原島寿美江 |
| 協力                       | ムッシュオニオン ライオンズ ビーボォー AIC スパークラーズ みゆきプロ コクピット 動画工房 カーペンター ジョーク アドコスモ ジュニオ 草間アート GNC ルック CAM トランスアーツ サムタック アニメロマン タマプロダクション アニメトロトロ アニメスポット アルゴシップ 世映動画 オンリー・フォーライフ スズキ動画企画 大元動画 梢アニメ 協栄プロダクション スタジオ雲雀 スタジオワールド スタジオコスモス クロッカスプロダクション アドコスモ マスコット マジックハウス 獏プロダクション スタジオメイツ スタジオワイエス スタジオテイク アートノア スタジオダブ 石井グループ 三四郎 童夢 T・西村 ACCプロ谷原スタジオ アニメフレンド 東京アニメーションフィルム 緒方プロ |
| 撮影チーフ                 | 相磯嘉雄 橋本和典 菅谷信行 |
| 制作進行                   | 井出信一 山田勉 阿部和彦 村上恒一 水谷光一 |
| 制作デスク                 | 坂口健次 佐久間晴夫 |
| 制作助手                   | 千葉博己 大西敏樹 梶田利久 鶴岡陽太 小森優子 |
| 制作協力                   | 学習研究社 日本コロムビア バンダイ |
| 制作                       | ウェストケープコーポレーション 西崎義展 東映動画 |
|                            | © ウエスト・ケープ・コーポレーション→東北新社 |

## 主題歌等
「Gotta Fight」
歌：LOUDNESS、作詞：二井原実、作曲：高崎晃
「Odin」
歌：LOUDNESS、作詞：二井原実、作曲：高崎晃
上記2曲は、12インチシングル盤「Gotta Fight」（廃盤）及びLOUDNESSのアルバム『THUNDER IN THE EAST』のデジタル・リマスター盤（2004年盤）、またはシングル集『EARLY SINGLES』収録。
「プラトニック～Platonic～」
歌：鹿取容子、作詞：阿久悠、作編曲：宮川泰
「私のオーディーン～オーディーンの乙女～」
歌：鹿取容子、作詞：阿久悠、作編曲：羽田健太郎